# Blond: Eva Blond! – Der Mörder spricht das Urteil
Der Mörder spricht das Urteil ist ein deutscher Kriminalfilm von Jorgo Papavassiliou aus dem Jahr 2002. Es handelt sich um den Pilotfilm zur Sat.1-Kriminalfilmreihe Blond: Eva Blond! mit Corinna Harfouch in der Titelrolle. Die Erstausstrahlung erfolgte am 9. Oktober 2002 als Mittwochsfilm zur Hauptsendezeit auf Sat.1.

## Handlung
Der unter einer Rechtschreibschwäche leidenden Kommissarin Eva Blond wird mit dem türkischen Assistenten Alyans Karan ein neuer Kollege zur Seite gestellt. Sie ermitteln im Mordfall an der jungen Kosmetikerin Charlotte. Unter Tatverdacht steht ihr Freund, der introvertierte Kranführer und Analphabet Immo Hosemann. Er soll sie in ihrer Badewanne mit einem Stromschlag, ausgelöst durch einen Heizlüfter, ermordet haben. Widersprüchlich ist nur, dass Charlottes Leiche im Bett gefunden wurde.

## Kritik
Die Kritiker der Fernsehzeitschrift TV Spielfilm gaben dem Auftaktfilm von Blond: Eva Blond! je einen von drei möglichen Punkten in den Kategorien „Anspruch“, „Action“, „Spannung“ und  „Erotik“ sowie zwei Punkte in der Kategorie „Humor“. Sie merkten an: „Hübsch überdreht und sehr pfiffig ist „Eva Blond“ die einzige Ermittlerin, die ein Kind (von Herbert Knaup) haben möchte und in jedem Fall der erfrischendste Neuzugang im Team deutscher TV-Kommissarinnen.“ und konstatierten: „Schön schräg: Eine Frau geht aufs Ganze“. Der Film erhielt insgesamt die bestmögliche Wertung, Daumen nach oben.